# Aage Torgensen
Rasmus Aage Ejnar Torgensen (født 17. april 1900 i Aarhus, død 28. maj 1932 smst.) var en dansk bryder, der stillede op for Aarhus Athlet Klub og deltog i to olympiske lege i 1920'erne.
Torgensen stillede op ved OL 1920 i Antwerpen i græsk-romersk brydning, fjervægtsklassen. Han vandt sin første kamp over en bryder fra Tjekkoslovakiet, dernæst over en franskmand, inden han i kvartfinalen tabte til finnen Heiki Kähkönen, der siden endte på andenpladsen efter landsmanden Oskari Friman. Som en af dem, der havde tabt til nummer to i konkurrencen, fik Torgensen mulighed for at kæmpe sig frem mod en bronzemedalje, men han tabte her til Fritiof Svensson fra Sverige, der blev nummer tre.
I 1922 blev han nummer fem ved VM, og han stillede op igen til OL 1924 i Paris. Her stillede han op i fjervægt i både græsk-romersk stil og fri stil. I græsk-romersk stil tabte han i første runde til storfavoritten Kalle Anttila fra Finland og tabte, men da man skulle tabe to gange, før man var ude, fik han flere kampe og besejrede først Gerolamo Quaglia fra Italien, dernæst en ester, inden han i fjerde runde tabte til finnen Aleksanteri Toivola og dermed var ude. Anttila vandt finalen over Toivola. I fri stil vandt han først over en brite, men tabte derpå i kvartfinalen til amerikaneren Chet Newton, der endte med at vinde sølv. Her alle de deltagere, som toeren havde besejret, mulighed for at kæmpe om tredjepladsen, men her tabte Torgensen til en svensker og endte på en delt sjetteplads.
Han opnåede sit bedste resultat, da han i 1929 vandt EM-sølv i græsk-romersk stil efter finaletab til svenskeren Folke Hernström.